# Contea di Fürstenberg-Moeskirchen
La contea di Fürstenberg-Messkirch, nelle fonti italiane dell’epoca rinvenibile come Fürstenberg-Moeskirchen, fu uno stato del Sacro Romano Impero situata presso Meßkirch. Si originò dalla partizione della contea di Fürstenberg-Blumberg ed ereditò il principato nel 1716 all’estinzione dei lontani parenti Fürstenberg-Heiligenberg, venendo poi successivamente ereditata dai principi di Fürstenberg-Fürstenberg nel 1744.

## Conti di Fürstenberg-Messkirch (1614 - 1716)
- Wratislavo II (1614 - 1642)
- Francesco Cristoforo (1642 - 1671)
- Federico Cristoforo (1671 - 1684)
- Froben Ferdinando (1684 - 1716)

## Principi di Fürstenberg (1716 - 1744)
- Froben Ferdinando (1716 - 1735)
- Carlo Federico (1735 - 1744)